# Federazione dei Cristiano Popolari
La Federazione dei Cristiano Popolari (FDCP) è stato un partito politico italiano centrista d'ispirazione cristiano-democratica fondato da Mario Baccini. Dopo aver partecipato alla fondazione del Popolo della Libertà di Silvio Berlusconi ed esserne stata una sua componente interna, nel 2013 ha aderito al Nuovo Centrodestra di Angelino Alfano.

## Storia
La Federazione dei Cristiano Popolari è nata il 20 giugno 2008 su iniziativa di Mario Baccini, deputato eletto nel 2008 nelle liste dell'UdC ma che ha aderito successivamente al Popolo della Libertà, dopo che nell'aprile dello stesso anno Baccini aveva abbandonato la Rosa per l'Italia, il partito che aveva contribuito a fondare insieme a Savino Pezzotta e Bruno Tabacci. La Federazione infatti, a differenza dell'Unione di Centro, si è dichiarata interessata al percorso costituente del Popolo della Libertà.
Del partito, organizzato in forma regionale e federale, presidente è Mario Baccini, vicepresidente Fabio Desideri, vicepresidente vicario Antonio Satta e coordinatore nazionale Roberto Rastelli. Il Coordinatore della regione Sardegna è Enrico Piras; il coordinatore della Regione Campania è Carlo Peluso; il coordinatore della città di Firenze e provincia è Ahmad Merhi . per Siena e provincia è stato designato Luigi Picchianti. Successivamente Antonino Satta esce dalla Federazione e, dopo aver fondato l'Unione Popolare Cristiana, sceglie di aderire all'Unione di Centro.
Nel 2009 la Federazione aderisce ufficialmente al Popolo della Libertà.
Nel 2011 il deputato del PdL Gerardo Soglia aderisce ai Cristiano Popolari. Il 14 ottobre Giuseppe Galati viene nominato Sottosegretario al Ministero della pubblica istruzione del Governo Berlusconi IV.
Nel settembre 2012 il deputato Giuseppe Galati è eletto coordinatore nazionale dalla direzione nazionale. In novembre tuttavia Soglia lascia il movimento aderendo al nuovo partito meridionalista Grande Sud. In dicembre la Federazione raccoglie invece l'adesione di altri piccoli movimenti nati dalla diaspora democristiana: la Rinascita della Democrazia Cristiana di Carlo Senaldi, la Democrazia Cristiana - Terzo Polo di Centro di Angelo Sandri e la Democrazia Cristiana di Giovanni Angelo Fontana e Ombretta Fumagalli Carulli.
In occasione delle elezioni politiche del 2013 il partito non presenta propria liste, ma Mario Baccini, Giuseppe Galati e Ciro Falanga vengono candidati all'interno de Il Popolo della Libertà. Il primo non entra il Parlamento, il secondo viene eletto alla Camera ed il terzo al Senato. Alle elezioni regionali laziali dello stesso giorno il partito presenta una propria lista, candidando l'ex Presidente della Camera dei Deputati Irene Pivetti, a sostegno di Francesco Storace, ed ottiene 18.176 voti e lo 0,64%. A seguito dello scioglimento del Popolo della Libertà, la Federazione e Baccini aderiscono al Nuovo Centrodestra di Angelino Alfano, mentre il deputato Giuseppe Galati ed il senatore Ciro Falanga entrano nella nuova Forza Italia.